# Mink van der Weerden
Mink van der Weerden, född den 19 oktober 1988 i Geldrop, Nederländerna, är en nederländsk landhockeyspelare.
Han tog OS-silver i herrarnas landhockeyturnering i samband med de olympiska landhockeytävlingarna 2012 i London.
Vid de olympiska landhockeytävlingarna 2016 i Rio de Janeiro slutade van der Weerden på en fjärde plats efter förlust mot Tyskland i bronsmatchen.